# Ratpenat bru americà
El ratpenat bru americà (Myotis lucifugus) és una espècie de ratpenat de la família dels vespertiliònids que es troba a Nord-amèrica, des del sud d'Alaska fins al nord de Mèxic.
És el ratpenat més abundant als Estats Units.